# Tempera

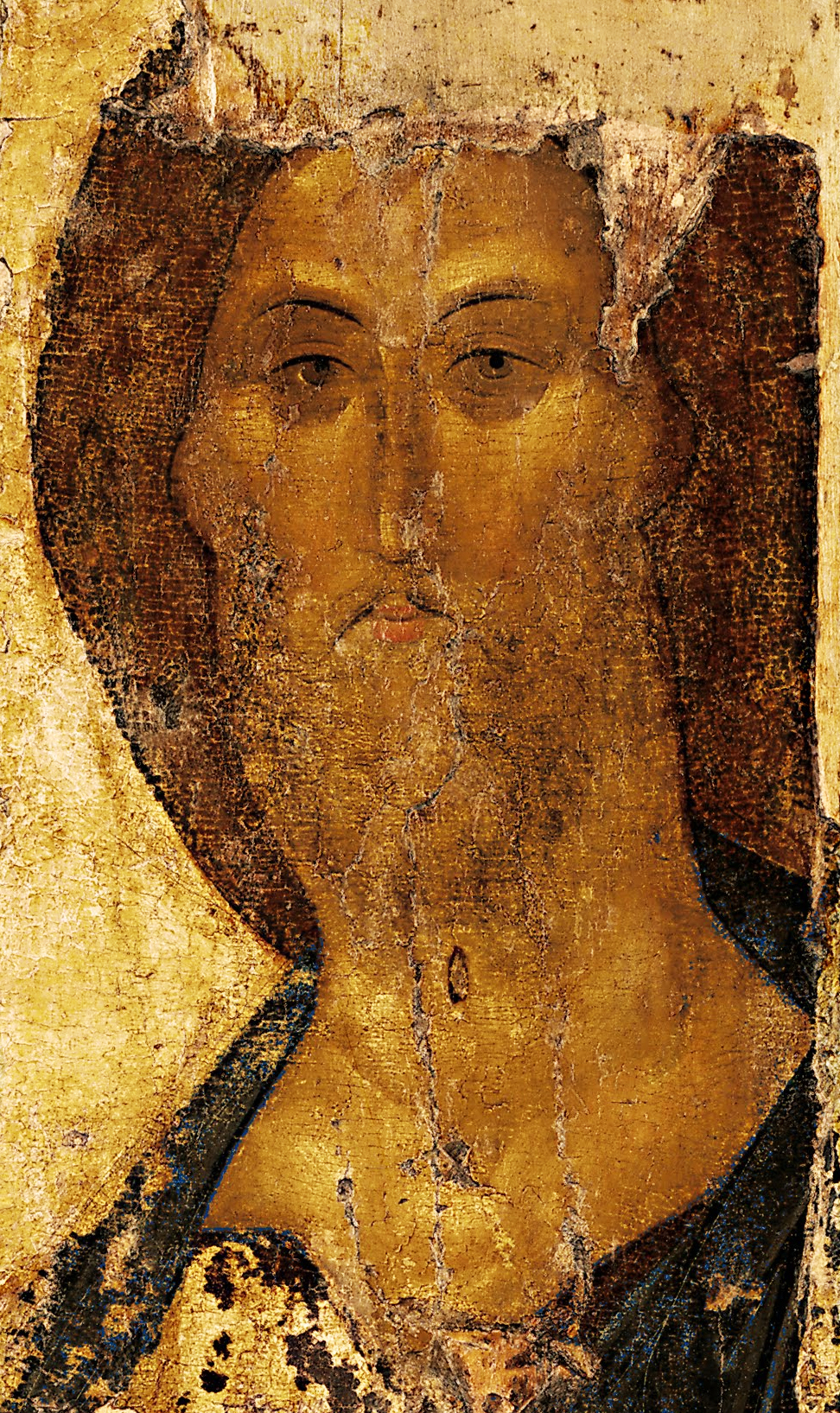
Christusicoon, toegeschreven aan Andrej Roebljov (ca. 1360-70 - ca. 1430), geschilderd met tempera

Tempera is een verfsoort bestaande uit een emulsie met kleurpigment. Eenmaal gedroogd is de verf zeer duurzaam.

## Verklaring
Het woord tempera komt van het Latijnse temperare dat mengen betekent. Men denkt dat tempera in de Romeinse tijd is uitgevonden in Egypte, omdat sommige mummieportretten met tempera zijn geschilderd. Vóór de uitvinding van olieverf werd tempera veel gebruikt voor schilderijen en het verluchten van manuscripten. Iconen worden traditiegetrouw nog steeds met tempera geschilderd. De meest gebruikte tempera is de eitempera.

## Techniek
Tempera wordt gemaakt door het met de hand of met een stamper in een vijzel samenwrijven van droge, poedervormige pigmenten, vermengd met eidooier en water. In West-Europa is dit temperarecept voor het eerst rond 1390 opgeschreven door Cennino Cennini in zijn boek Il Libro del l'Arte. Eigeel is van zichzelf een emulsie van olieachtige stoffen en water, waarin eiwitten zijn opgelost. Daarbij bevat het de emulgator lecithine. Als de tempera droogt, verdampt eerst het water, waarna de eiwitten denatureren en niet meer in water oplosbaar zijn. De olie verandert chemisch niet bij het droogproces, maar houdt de verflaag soepel. Schilderijen gemaakt met tempera hebben de eeuwen doorstaan.
Een emulsie op basis van eiwit is waarschijnlijk ook gebruikt. Andere materialen worden vermengd met de ei-emulsie, zoals honing, gestremde melk (caseïne) en verschillende plantaardige gomsoorten. Om bederf van de tempera tegen te gaan wordt er soms azijn aan de emulsie toegevoegd. Ook werd er wel olie doorheen gemengd, en men vermoedt dat zo langzamerhand de olieverf is uitgevonden.
Sinds de uitvinding van olieverf heeft tempera vanaf de late middeleeuwen veel terrein verloren. Het werd tijdens de Renaissance nog wel vaak voor de onderschildering gebruikt. Temperaverf is vrij dof, en verkrijgt pas glans door er een waslaag of vernis op aan te brengen. Tempera wordt aangebracht op een witte ondergrond van krijt of gips. De Vlaamse Primitieven gebruikten als eersten olieverf. Botticelli (1445 – 1510) was de laatste grote schilder die volledig met tempera schilderde en nooit olieverf heeft gebruikt. Een schilder als Rafael (1483 – 1520) gebruikte in deze overgangsperiode zowel tempera als olieverf.

## Eigenschappen van tempera
Tempera droogt snel en kan in natte vorm niet lang bewaard worden, omdat het aan bederf onderhevig is. De kunstenaar moest daarom telkens opnieuw zijn verf aanmaken. Veel traditioneel gebruikte pigmenten bestaan uit mineralen of metalen, waarvan een aantal zeer giftig is; ze bevatten bijvoorbeeld kwikzilver of arseen. Niettemin beleeft tempera van tijd tot tijd een revival en wordt het door kunstenaars herontdekt, waarbij vooral de frisse kleuren erg aanspreken.
Schilderen met tempera kan niet, zoals met olieverf, spontaan alla prima gebeuren: de verf droogt heel snel. Bovendien is tempera niet transparant, zoals veel kleuren olieverf dat wel zijn. Kleurmengingen worden verkregen door met dunne lijnen te arceren, wat het werken met tempera zeer arbeidsintensief maakt. Voor het verkrijgen van een overgang van licht naar donker moeten heel veel arceringen over elkaar worden heengezet. Dit alles is er waarschijnlijk de oorzaak van dat zeer oude schilderijen soms enigszins primitief en stijf kunnen overkomen.